# Frédéric-Guillaume de Mecklembourg-Strelitz
Frédéric-Guillaume est un prince de la maison de Mecklembourg né le 17 octobre 1819 à Neustrelitz et mort le 30 mai 1904 dans cette même ville. Il règne sur le grand-duché de Mecklembourg-Strelitz de 1860 à sa mort.

## Biographie
Frédéric-Guillaume est le fils aîné du grand-duc Georges de Mecklembourg-Strelitz et de son épouse Marie-Wilhelmine de Hesse-Cassel. Après avoir passé son enfance à Neustrelitz, il étudie l'histoire à Bonn avant de voyager en Italie, puis en Suisse.
Il succède à son père le 6 septembre 1860 et fait entrer le grand-duché de Mecklembourg-Strelitz dans la confédération de l'Allemagne du Nord en 1867, puis dans l'Empire allemand en 1871.
Son fils Adolphe-Frédéric V lui succède.

## Mariage et descendance
Le 28 juin 1843, Frédéric-Guillaume épouse au palais de Buckingham la princesse Augusta (1822 – 1916), fille du duc Adolphe de Cambridge. Ils ont deux fils :
- Frédéric-Guillaume (13 janvier 1845 – 13 janvier 1845) ;
- Adolphe-Frédéric V (1848 – 1914), grand-duc de Mecklembourg-Strelitz.